# عواد برد العنزي
عواد برد جاعد منيف العنزي من مواليد دولة الكويت في عام 1966 ، نائب سابق، شارك في انتخابات مجلس الأمة الكويتي في الفصل التشريعي العاشر عام 2003 وفاز بالعضوية عن الدائرة التاسع عشر - الجهراء الجديدة - وحصل علي (1290) صوت، وجاء بالمركز الثاني ونجح بالانتخابات، حاصل علي شهادة الدكتوراه بالشريعة، وشغل منصب عميد في كلية الشريعة، كما عمل امام وخطيب متطوع في وزارة الاوقاف الكويتية، وعضو اللجنة الوقفية في منطقة العيون.

## مواقفه في مجلس الأمة
| الكتل                                                    | السلف                     |
| اللجان                                                   | الشؤون الاجتماعية والعمل  |
| إحالة قانون الدوائر إلى عشر إلى المحكمة الدستورية (2006) | غير موجود                 |
| تقليص الدوائر إلى خمس (2006)                             | كتلة ال 29                |
| حقوق المرأة السياسية (2005)                              | صوت على القانون بالموافقة |
| طلب طرح الثقة بالجارالله (2005)                          | لا موقف رسمي              |
| طرح الثقة بالنوري (2004)                                 | مؤيد طرح الثقة وطلب الصوت |